# Lipa (powiat kozienicki)
Lipa – wieś sołecka w Polsce położona w województwie mazowieckim, w powiecie kozienickim, w gminie Głowaczów.
| SIMC    | Nazwa       | Rodzaj                          |
| ------- | ----------- | ------------------------------- |
| 0619509 | Bronisławów | część wsi                       |
| 0619515 | Chmielnik   | część wsi                       |
| 0619521 | Nowiny      | część wsi (zniesiona w 2023 r.) |
| 0619538 | Stara Wieś  | część wsi                       |

Wierni kościoła rzymskokatolickiego należą do parafii św. Wawrzyńca w Głowaczowie.

## Historia
Wieś szlachecka  położona była w drugiej połowie XVI wieku w powiecie wareckim  ziemi czerskiej województwa mazowieckiego. 15 lutego 1864 roku, w czasie powstania styczniowego miała tu miejsce bitwa oddziału Dzieci Warszawskich.
Do 1870 istniała gmina Lipa.
Po odzyskaniu niepodległości, mieszkańcy upamiętnili poległych powstańców styczniowych dębowym krzyżem. Krzyż obalony w 1944 przez Niemców, po ich wycofaniu został wzniesiony ponownie. W 1971 z inicjatywy Antoniego Lipca przy krzyżu postawiono kamienny pomnik. 
W czasie okupacji niemieckiej w Lipie w zabudowaniach należących do Wacława Wrońskiego działała wytwórnia Sidolówek, uruchomiona z inicjatywy Antoniego Lipca.
W latach 1975–1998 miejscowość należała administracyjnie do województwa radomskiego.

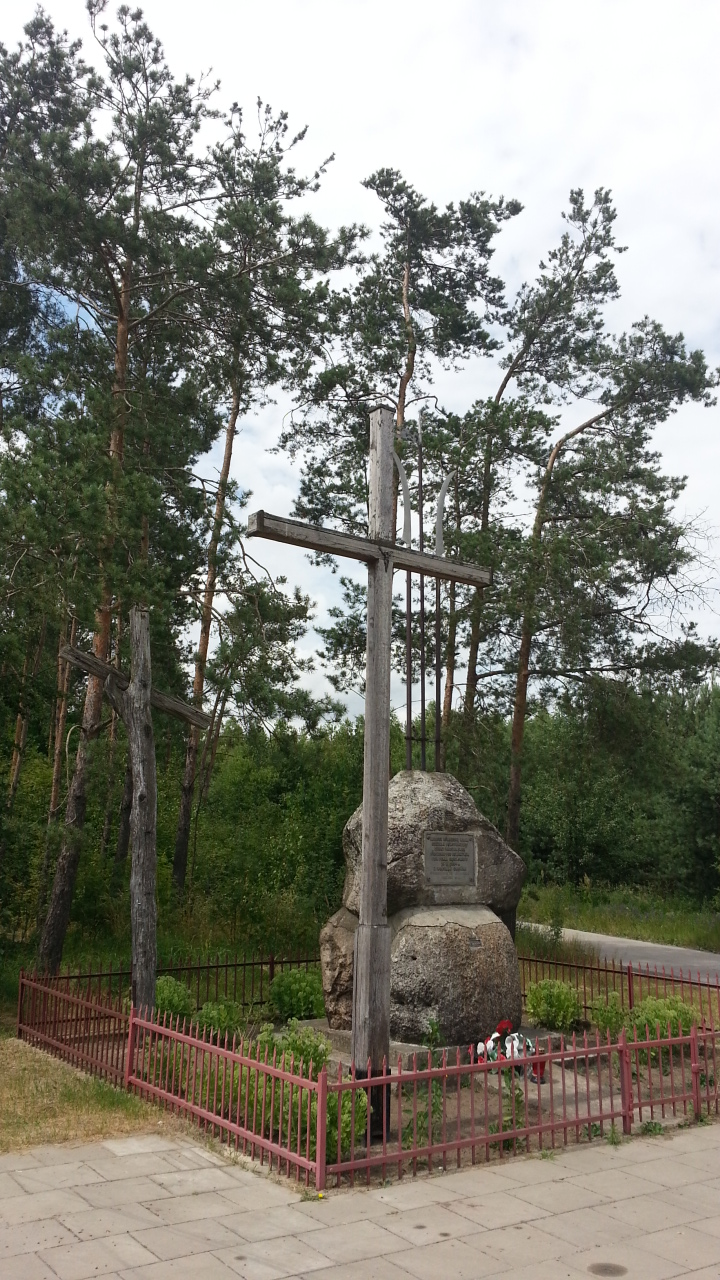
Pomnik Dzieci Warszawskich
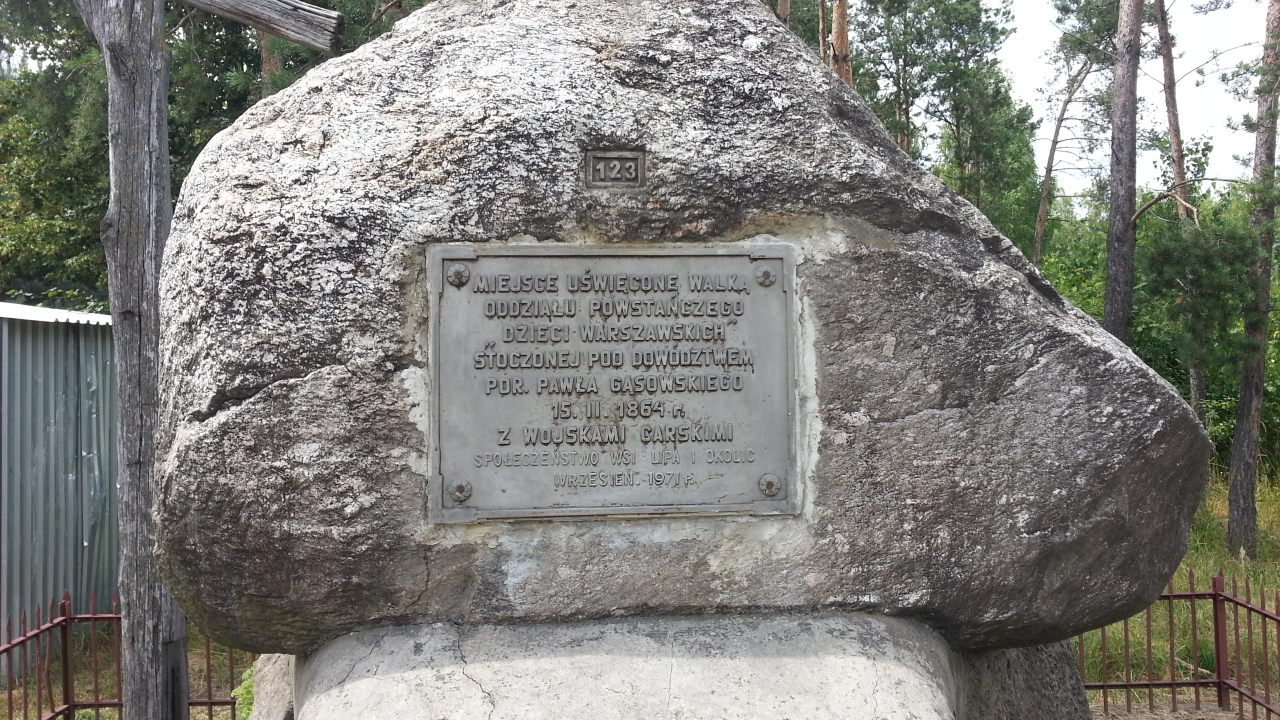
Tablica pamiątkowa
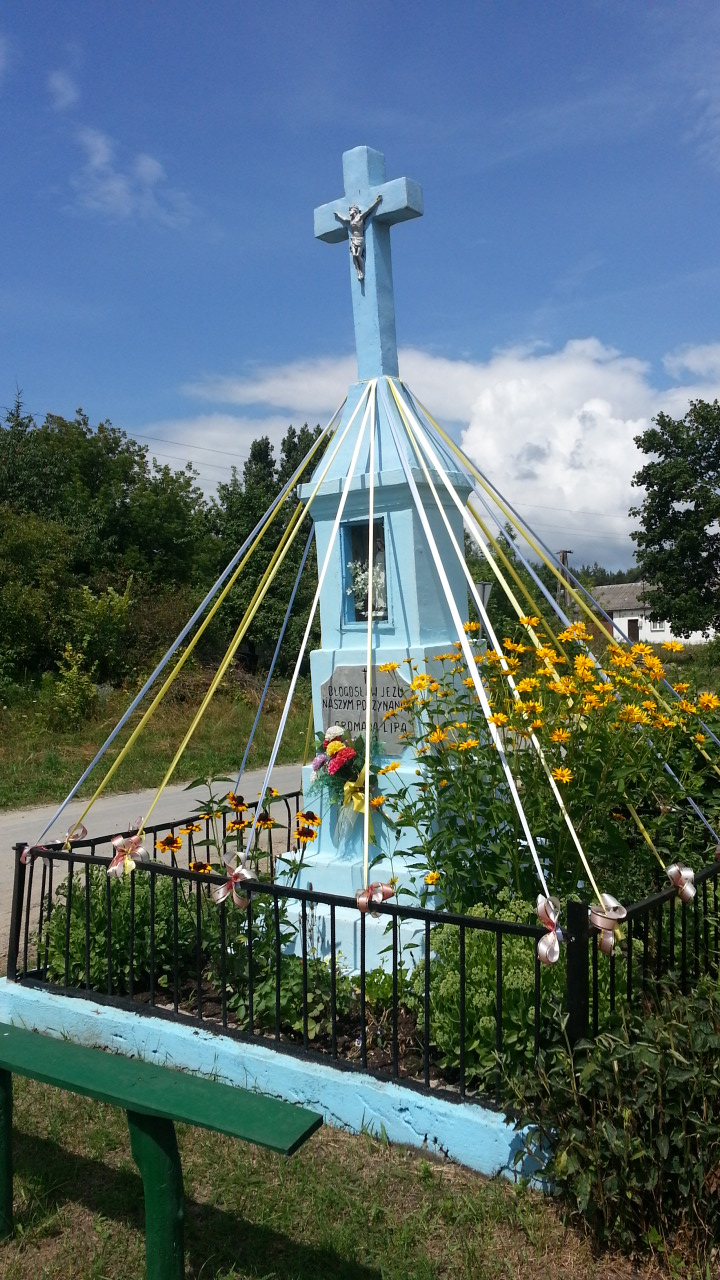
Kapliczka na krzyżówce w Lipie